# Strelna

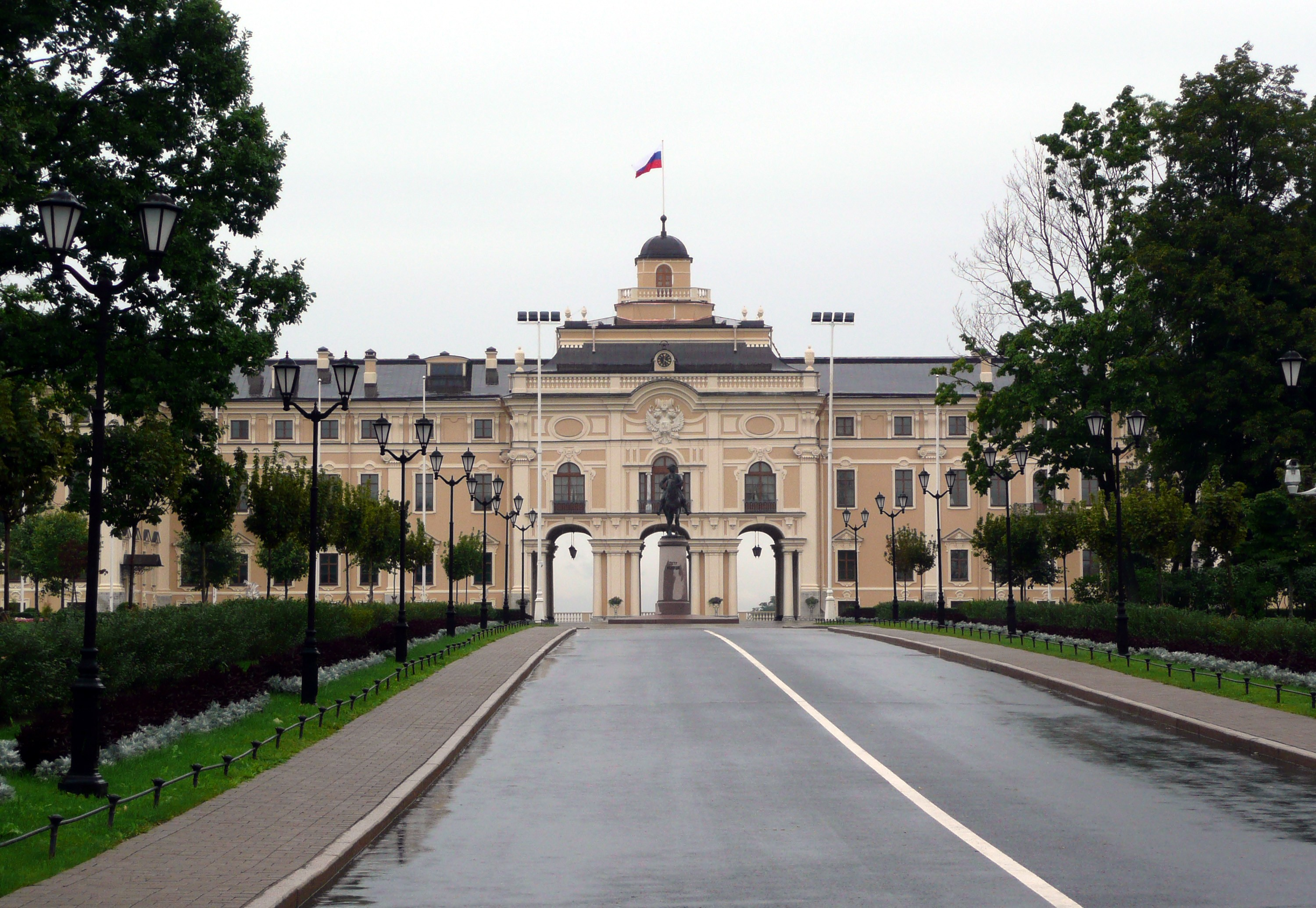
Konstantinpalatset i Strelna ritat av Nicola Michetti.

Strelna (ryska Стрельна) är en ort i Ryssland, och ligger i distriktet (rajon) Petrodvortsovij i Sankt Petersburgs federala stadsområde. Folkmängden uppgick till 13 632 i början av 2015.